# كور غاز بالا (ألقورات)
کور غاز بالا (بالفارسية: کورگز بالا) هي مستوطنة تقع في إيران في قسم ألقورات الريفي. يقدر عدد سكانها بـ 17 نسمة .